# (30011) 2000 CM56
A (30011) 2000 CM56 a Naprendszer kisbolygóövében található aszteroida. A LINEAR program keretein belül fedezték fel 2000. február 4-én.

## Kapcsolódó szócikk
- Kisbolygók listája (30001–30500)